# Watchers Reborn
Watchers Reborn è un film del 1998 diretto da John Carl Buechler e vagamente basato sul romanzo Mostri di Dean Koontz. Interpretato da Mark Hamill e Lisa Wilcox, il film è il quarto ed ultimo della serie Watchers iniziata nel 1988 con Alterazione genetica.

## Trama
Il detective Jack Murphy, ancora sconvolto per la morte della moglie e del figlio in un incendio devastante, è costretto a farsi forza quando il suo partner Gus viene brutalmente assassinato. Gli unici indizi sulla morte di Gus sono un golden retriever vagabondo e la dottoressa Grace Hudson, la bellissima scienziata che lo cerca. La dottoressa Hudson rivela a Jack che il cane Einstein, dotato di un QI di 140, è stato progettato per dare la caccia ad una mostruosa creatura frutto di un esperimento governativo super segreto e nota come Outsider. Jack e Grace si mettono quindi alla caccia dell'Outsider per impedirgli di uccidere di nuovo.

## Distribuzione
Il film è stato distribuito straight-to-video. Il film è stato distribuito in DVD dalla New Concorde Home Entertainment nel 2004.